# مدل نیمه‌پارامتری
در آمار، مدل نیمه‌پارامتری (به انگلیسی: Semiparametric model) مدلی آماری است که هم دارای مولفه‌های پارامتری و هم ناپارامتری است.
این مدل‌ها اغلب از نرم‌کننده یا کرنل استفاده می‌کنند.